# Anton Pradl
Anton Pradl (* 20. November 1892 in Pinkafeld; † 11. Juli 1966 in Oberwart) war ein österreichischer Stuhlmeister und Politiker. Pradl war verheiratet und Abgeordneter zum Burgenländischen Landtag.
Pradl wurde als Sohn des Textilarbeiters Anton Pradl aus Pinkafeld geboren. Er besuchte die Volksschule und war Stuhlmeister in einer Textilfabrik. Anton Pradl wurde am 11. November 1934 als Abgeordneter im Burgenländischen Landtag angelobt. Er gehörte dem Landtag dabei während der Ständischen Ära bzw. des Austrofaschismus an. Pradl vertrat im Landtag den Stand „Industrie und Bergbau“ und gehörte diesem politischen Gremium bis zum 12. März 1938 an. Pradl hatte nach der Machtübernahme der Nationalsozialisten keine relevanten politischen Positionen mehr inne.